# 劉櫂豪
劉 櫂豪（りゅう とうごう、リウ ジャオハオ、1967年〈民国56年〉2月2日 - ）は、中華民国（台湾）の判事、弁護士、政治家。元立法委員。

## 経歴
1999年、台東地方裁判所に判事として就任した。
2001年、台東県長の徐慶元から台東県副県長に任命された。
2005年、台東県長選挙に無党籍から出馬したが、落選した。同年12月20日、台東県長に当選した呉俊立が就任当日に汚職で停職されたことに伴い、翌年4月1日に行われた台東県長補欠選挙に出馬したが、落選した。
2008年、民進党に入党した。
2009年の台東県長選挙にも民進党から出馬したが、再び落選した。
2012年の第8回立法委員選挙では、台東県選挙区から出馬し、初当選した。
2014年の台東県長選挙にも出馬したが、10000票の差で敗れ、落選した数少ない民進党候補となった。
2016年の第9回立法委員選挙では台東県選挙区史上最多の42,317票、64.18%の得票率で再選された。
2018年の台東県長選挙にも出馬したが、落選した。
2020年の第10回立法委員選挙でも50％以上の得票率で再選された。
2022年の台東県長選挙にも出馬したが、落選した。計6回も台東県長選挙に出馬したが、すべて落選した。
2023年、翌年の立法委員選挙の台東県選挙区の党内予備選挙で頼坤成に敗れたが、これを不服として民進党を離党し無党籍で出馬した。民進党票の分裂により劉櫂豪は頼坤成とともに落選し、国民党の議員が当選した。

## 選挙記録
| 年度 | 選挙                   | 選挙区       | 所属政党   | 得票数 | 得票率 | 当選 | 注釈 |
| ---- | ---------------------- | ------------ | ---------- | ------ | ------ | ---- | ---- |
| 2005 | 第15回台東県長選挙     | 台東県       | 無所属     | 40,173 | 38.23% |      |      |
| 2006 | 第15回台東県長補欠選挙 | 台東県       | 無所属     | 19,228 | 28.23% |      |      |
| 2009 | 第16回台東県長選挙     | 台東県       | 民主進歩党 | 50,802 | 47.41% |      |      |
| 2012 | 第8回立法委員選挙      | 台東県選挙区 | 民主進歩党 | 31,685 | 41.59% |      |      |
| 2014 | 第17回台東県長選挙     | 台東県       | 民主進歩党 | 53,860 | 45.59% |      |      |
| 2016 | 第9回立法委員選挙      | 台東県選挙区 | 民主進歩党 | 42,317 | 64.18% |      |      |
| 2018 | 第18回台東県長選挙     | 台東県       | 民主進歩党 | 44,264 | 37.04% |      |      |
| 2020 | 第10回立法委員選挙     | 台東県選挙区 | 民主進歩党 | 41,493 | 53.09% |      |      |
| 2022 | 第19回台東県長選挙     | 台東県       | 民主進歩党 | 41,104 | 36.65% |      |      |
| 2024 | 第11回立法委員選挙     | 台東県選挙区 | 無所属     | 18,744 | 25.29% |      |      |